# Baltanás
Baltanás – gmina w Hiszpanii, w prowincji Palencia, w Kastylii i León, o powierzchni 158,85 km². W 2011 roku gmina liczyła 1313 mieszkańców.